# Gornje Selište
Gornje Selište – wieś w Chorwacji, w żupanii sisacko-moslawińskiej, w mieście Glina. W 2011 roku liczyła 55 mieszkańców.